# Стара Жијана
Стара Жијана (рум. Jiana Veche) насеље је у  општини Жијана у жупанији Мехединци у Румунији. Налази се на надморској висини од 89 m.

## Становништво
| 2002. | 2011. | 2021. |
| ----- | ----- | ----- |
| 1.101 | 1.080 | 1.124 |

Према попису из 2021. године у насељу је живело 1.124 становника, за 44 више (+4,07%) у односу на претходни попис 2011. када је било 1.080 становника.
Према попису из 2011. године, релативну већину чинили су Роми са уделом од 46,67%, које следе Румуни са 42,69%.
| Етнички састав према попису из 2011.‍ | Етнички састав према попису из 2011.‍ | Етнички састав према попису из 2011.‍ | Етнички састав према попису из 2011.‍ | Етнички састав према попису из 2011.‍ |
| ------------------------------------ | ------------------------------------ | ------------------------------------ | ------------------------------------ | ------------------------------------ |
|                                      |                                      |                                      |                                      |                                      |
| Роми                                 | Роми                                 |                                      | 504                                  | 46,67%                               |
| Румуни                               | Румуни                               |                                      | 461                                  | 42,69%                               |
| Остали                               | Остали                               |                                      | 1                                    | 0,09%                                |
| Непознато                            | Непознато                            |                                      | 114                                  | 10,56%                               |